# الجرنية
الجرنية هي إحدى القرى المحتلة والمدمرة التابعة لمركز فيق التابع لمحافظة القنيطرة في هضبة الجولان بجنوب غرب سوريا.
تتبع فيق كان عدد سكانها 148 ن عام 1967 وترتفع 512م، تقع في أرض بركانية منبسطة غربي طريق الجوخدار-خسفين، وعند بداية الطريق. تعود إلى عهد الرومان، تتجه غرباً إلى الشمال الشرقي من قرية خسفين ب4 كم وتبعد 15 كم عن مدينة فيق باتجاه الشمال الشرقي، وجدت فيها حجارة منحوتة كثيرة، تحمل كتابات يونانية استخدمت غير مرة، كما وجد فيها فخار يعود إلى العهدين البيزنطي والعربي والإسلامي، وعرفت بزراعة الحبوب والبقول بعلاً، وبتربية الأغنام والأبقار.